# Камрань (аэропорт)

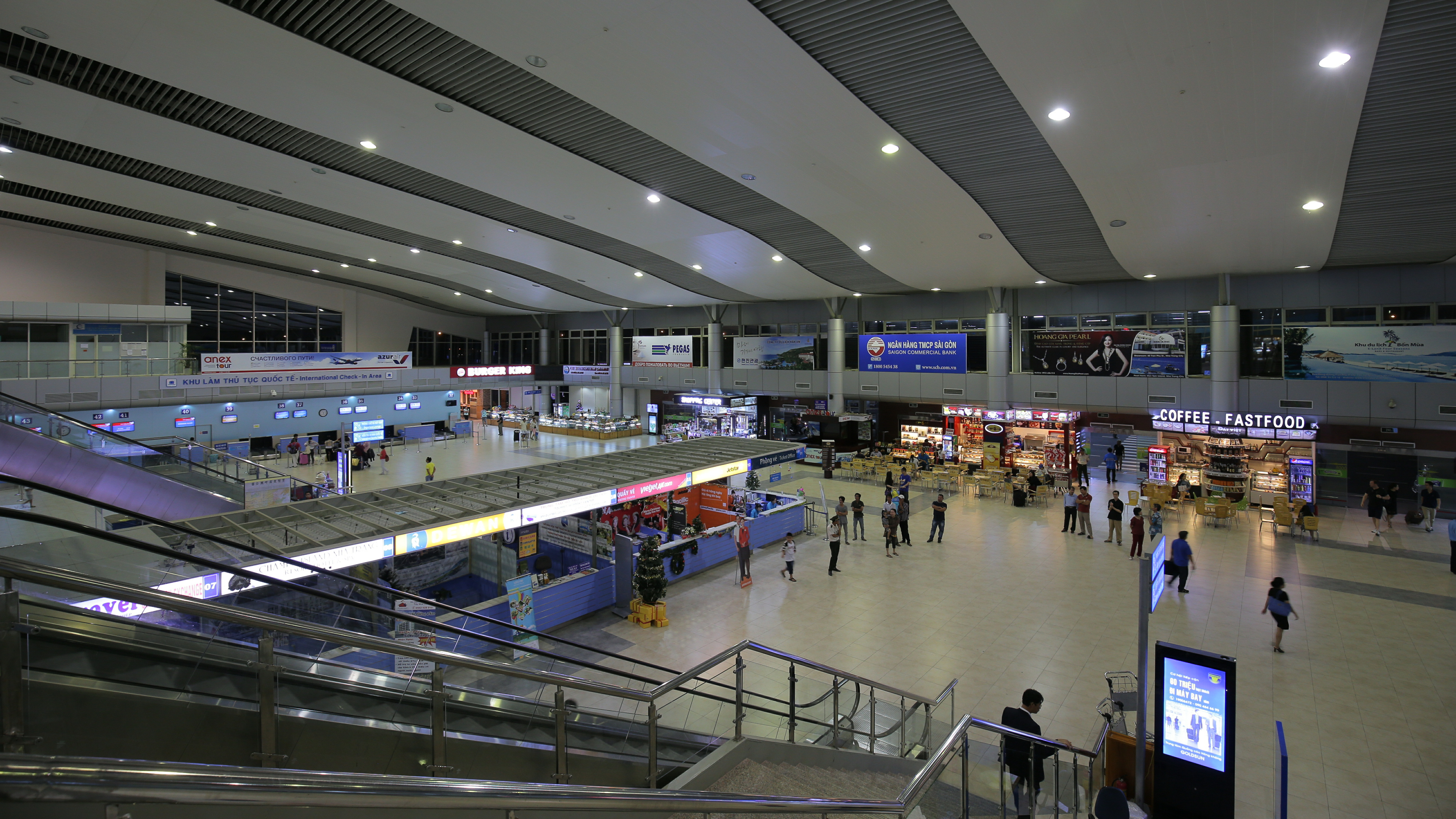
Главный зал аэропорта

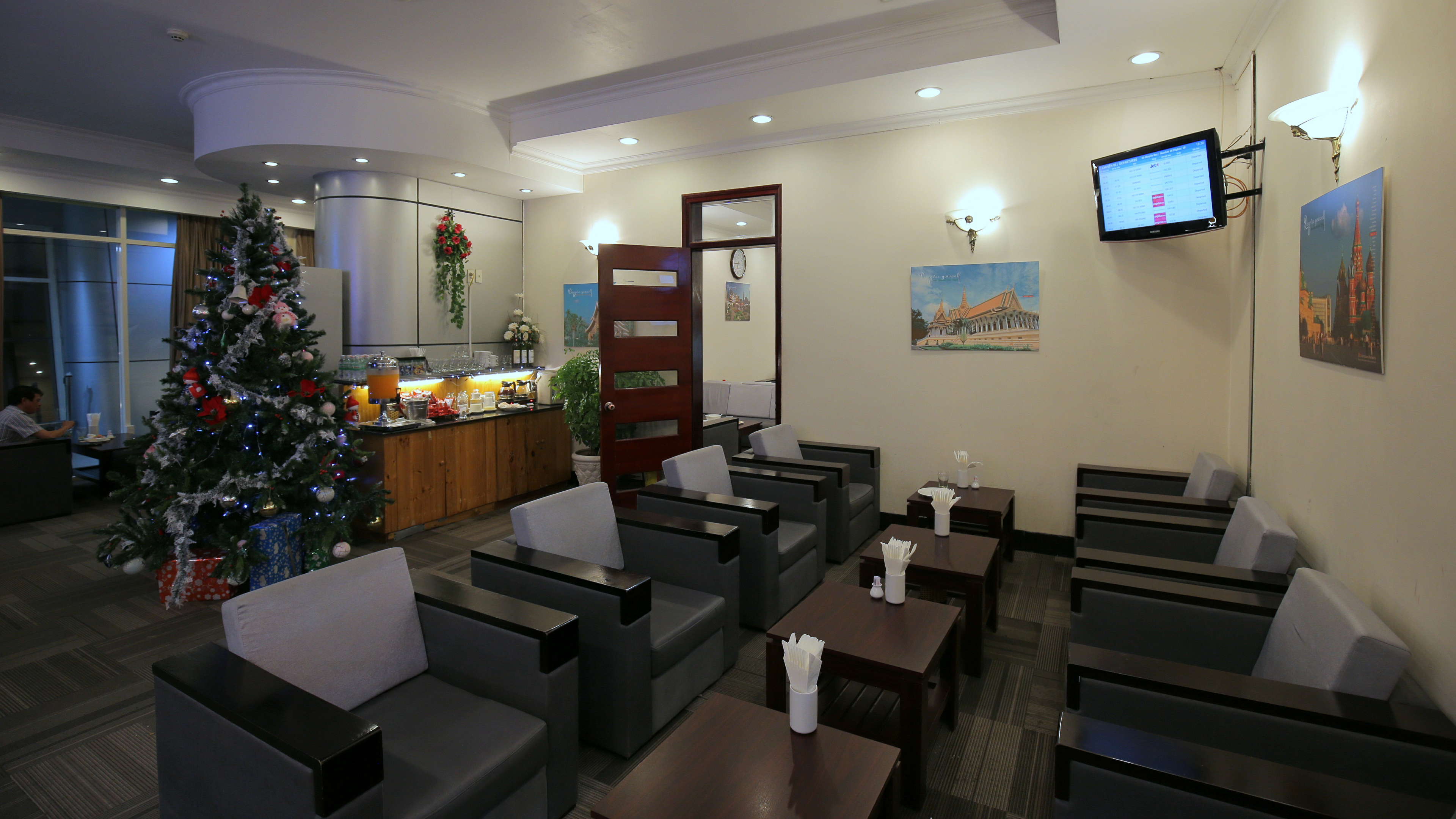
Зал ожидания внутренних рейсов для пассажиров бизнес-класса

Международный аэропорт Камра́нь (вьет. Sân bay quốc tế Cam Ranh, англ. Cam Ranh International Airport) — гражданский аэропорт вьетнамской провинции Кханьхоа. Расположен в городе Камрани, на полуострове между морем и бухтой Камрань, в получасе езды от Нячанга, административного центра провинции.

## Описание
Аэродром был построен американскими военными во время войны во Вьетнаме как часть базы Камрань. После окончания войны, с 1979 по 2002 годы использовался советскими и российскими ВС.

### Гражданский аэропорт
В 2004 году часть базы реконструирована и открыта как гражданский аэропорт. С декабря 2009 года аэропорт имеет статус международного.
Длина взлётно-посадочной полосы составляет 3048 метров. Аэродром способен принимать самолёты ATR 42, ATR 72, Bombardier CRJ-100/200, Airbus A319, Airbus A320, Airbus A321, Boeing 737, Boeing 757, Boeing 767, Boeing 777 и все более лёгкие, а также вертолёты всех типов. В марте 2015 года было начато строительство второй взлётно-посадочной полосы и вспомогательных дорожек, которая была открыта в 2018 году.
Единственная взлётно-посадочная полоса аэропорта была построена более сорока лет назад и с тех пор ни разу не ремонтировалась. Конструктивная пропускная способность аэропорта составляет 1.5 миллиона пассажиров в год, однако уже в 2014 году этот показатель был существенно превышен. В связи с этим было принято решение о строительстве второго терминала, выделенного под международные рейсы с расчётом на обслуживание 2.5 млн пассажиров в год к 2020 году, а затем — установку дополнительного оборудования и расширение до 4 млн пассажиров к 2025 году и далее, вплоть до перспективы обеспечить обслуживание 6-8 млн пассажиров после 2030 года.